# Folkton
Folkton – wieś w Anglii, w hrabstwie North Yorkshire, w dystrykcie (unitary authority) North Yorkshire. Leży 53 km na północny wschód od miasta York i 300 km na północ od Londynu. W 2001 miejscowość liczyła 461 mieszkańców.